# El Mariner
El Mariner és una cançó de temàtica amorosa, ja que és un diàleg entre una donzella i un mariner.
Tot i que és de tradició catalana és coneguda arreu d'Europa, sobretot als pobles mariners. Tanmateix, també es canta a Escòcia.
A Múrcia els nens la canten fent un joc dansat (ball rodó).
Aquesta cançó és una balada. Aquest gènere es caracteritza per la seva duració, que sol ser llarga. Normalment el tema que predomina és el narratiu o líriconarratiu, acompanyat de música majoritàriament sil·làbica, de ritme mesurat i en mode major. Aquest tipus de cançó s'utilitzava en diversos contextos: a l'interior de grups laborals agraris (sega, aplega d'olives, espellofades), fent camí cap al lloc de la feina, dintre de determinat tipus de tallers (tèxtils, costura), a casa (teixint, per fer dormir les criatures) o en ocasions festives (aplecs i fontades, matances, etc.) 
El diàleg està dividit en unitats sempre de vuit síl·labes o menys i té una rima assonant.
Tot i així també en trobem de 7 síl·labes com El rossinyol, de 10 (5+5: L'hereu Riera, Sant Ramon de Penyafort; 6+4: El fill del rei), d'11 (7+4: El mariner), de 12 (6+6: L'hostal de la Peira), entre d'altres.